# Ximena Abarca
Ximena Abarca (Santiago, 24 de setembro de 1981) é uma cantora e atriz chilena. Começou a carreira em 2003 no reality show chileno Protagonistas de la Música, no qual ficou em primeiro lugar. No mesmo ano, lançou seu primeiro álbum, "Punto de Partida".

## Discografia
Ximena Abarca lançou seu primeiro disco Punto de partida em Viña del Mar, em 2004.
Álbuns de estúdio
- Punto de Partida (Janeiro de 2004)
- Provocacion (10 de abril de 2006)